# 范泉 (南朝陳)
范泉（？—？）。南朝陳任比部郎。

## 生平
南朝陳文帝陳蒨在位期間曾任命當時任比部郎之范泉更改南朝梁之舊律例。